# Cerro de Las Cardosillas

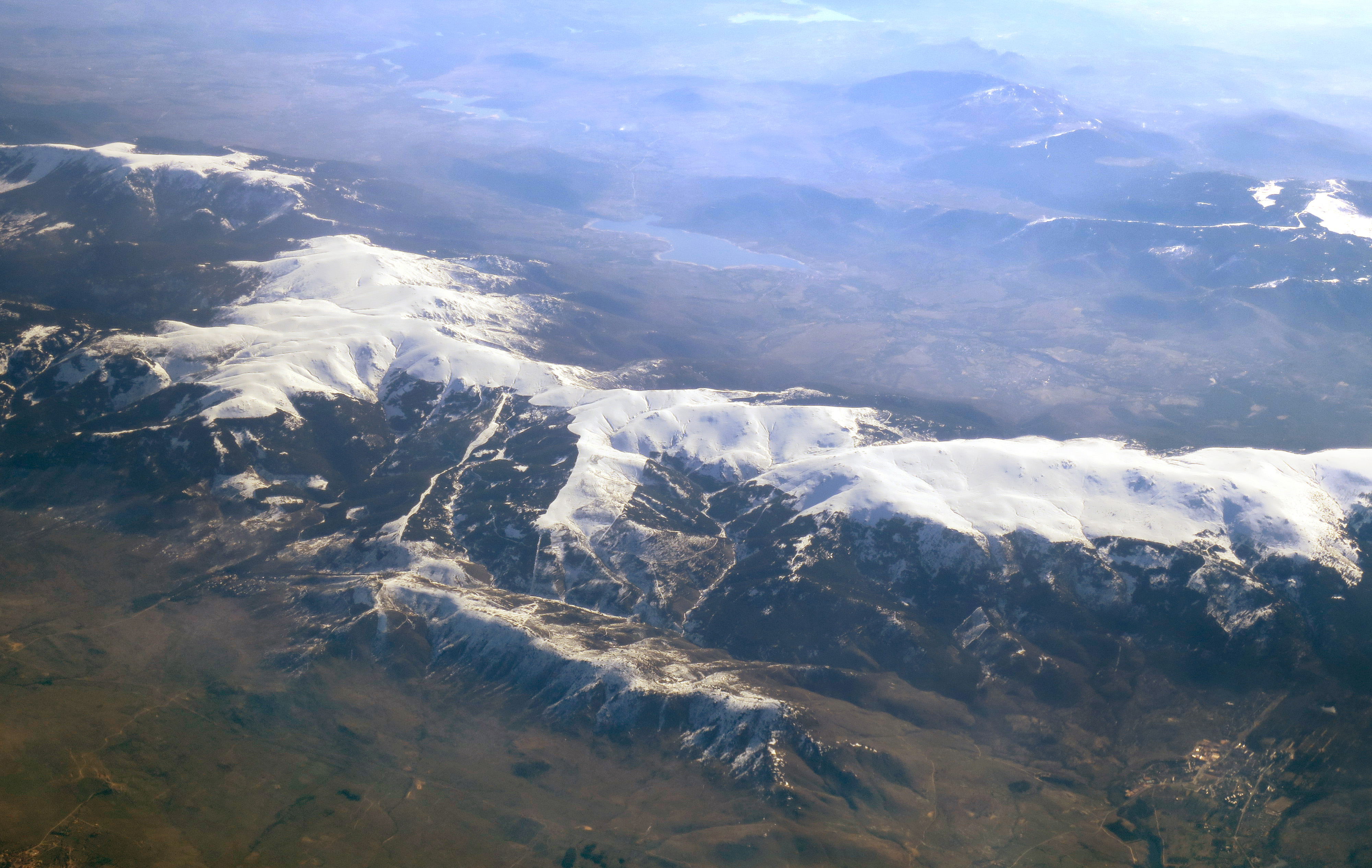
Vista aérea de la Sierra de Guadarrama, Las Cardosillas abajo en el centro

El Cerro de Las Cardosillas es una montaña del interior de la península ibérica, sierra de Guadarrama —perteneciente al sistema Central— y de la provincia española de Segovia, con 1636 metros sobre el nivel del mar. El pico, uno de los más emblemáticos de la vertiente segoviana de este sistema montañoso,[cita requerida] forma parte del parque natural Sierra Norte de Guadarrama.
El pico está administrativamente en el municipio de Trescasas muy próximo al límite que acota Sonsoto.

## Patrimonio
En el mapa de Pedro de Brizuela de 1625, Alrededores de la Casa del Monte (Palacio de Balsaín) aparece en la cima de una pequeña montaña, que es presumiblemente este cerro, entre el río (arroyo) de las Cardosillas y el río Cambrones una Torrecilla de vigilancia.
En 2015 apareció en el entorno del cerro, entre el término municipal de Trescasas y el de Torrecaballeros, en las proximidades de la localidad de Cabanillas del Monte, una punta de lanza metálica que puedo ser producto de la artesanía local desde tiempos romanos hasta el siglo XVIII por lo que se estima la presencia humana en este lugar muy anterior a lo que se creía.
Es también de alto valor geológico los ortoneises glandulares prehercínicos formados en el entorno.